# La Penne-sur-Huveaune
La Penne-sur-Huveaune is een gemeente in het Franse departement Bouches-du-Rhône (regio Provence-Alpes-Côte d'Azur). De plaats maakt deel uit van het arrondissement Marseille. La Penne-sur-Huveaune telde op 1 januari 2022 6.618 inwoners.

## Geografie
De oppervlakte van La Penne-sur-Huveaune bedroeg op 1 januari 2022 3,56 vierkante kilometer; de bevolkingsdichtheid was toen 1.859 inwoners per km². De Huveaune, die in Marseille uitmondt in de Middellandse Zee, stroomt door de gemeente.
De onderstaande kaart toont de ligging van La Penne-sur-Huveaune met de belangrijkste infrastructuur en aangrenzende gemeenten.

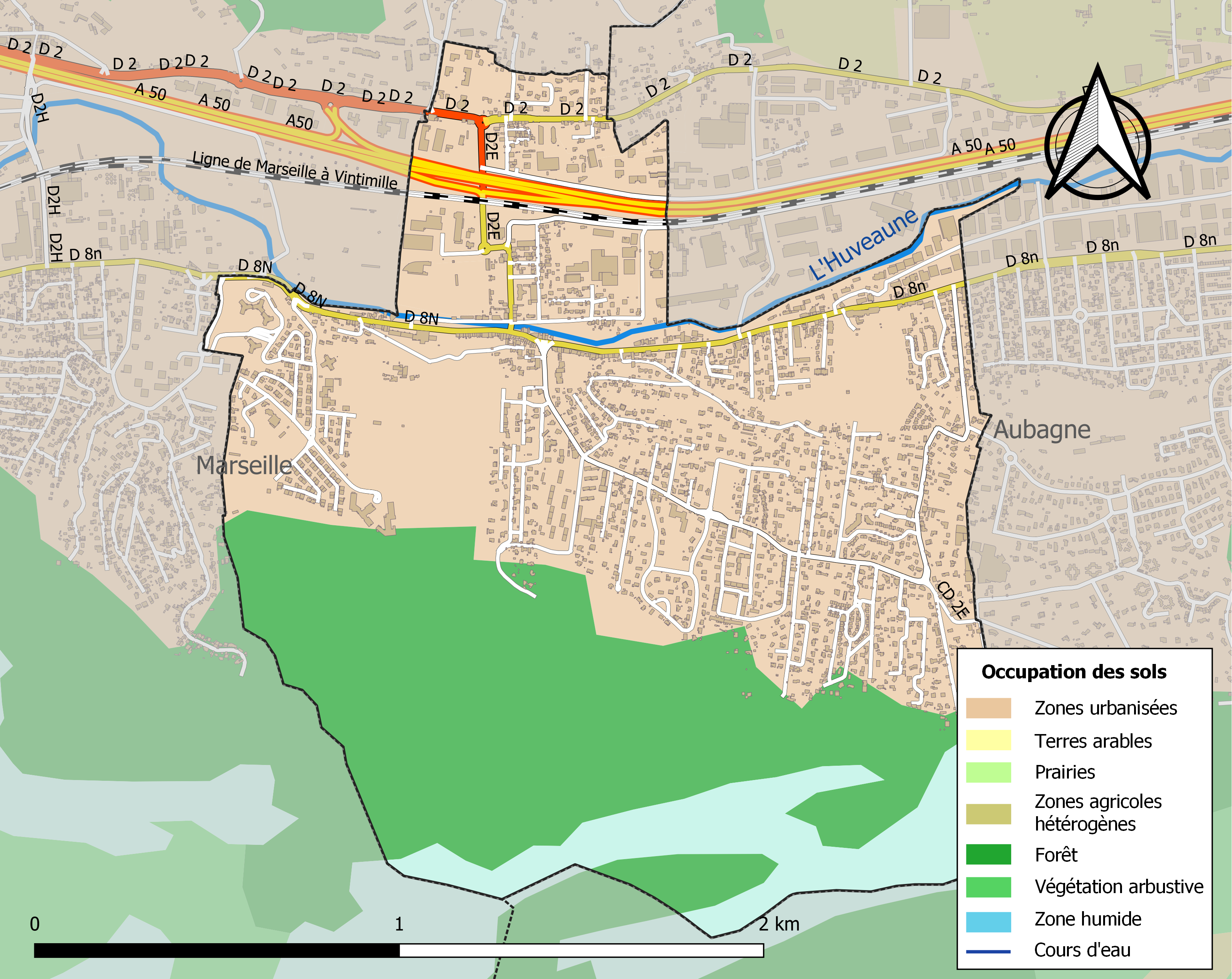

## Verkeer en vervoer
In de gemeente ligt spoorwegstation La Penne-sur-Huveaune.

## Demografie
Onderstaande figuur toont het verloop van het inwonertal (bron: INSEE-tellingen).
Vanwege een beveiligingsprobleem met de MediaWiki Graph-software is het momenteel niet mogelijk deze grafiek weer te geven. Zodra de software is bijgewerkt zal de grafiek vanzelf weer zichtbaar worden.